# تصوير المثانة والإحليل الإفراغي
تصوير المثانة والإحليل الإفراغي (اختصارًا VCUG) هو أسلوبٌ في طب الجهاز البولي، يُستعمل كثيرًا لتصوير إحليل ومثانة شخصٍ ما أثناء التبول (الإفراغ). تُستخدم في تشخيص الجزر المثاني الحالبي (الارتداد الكلوي) وغيره.